# Metoposàurids
Els metoposàurids (Metoposauridae) formen una família de temnospòndils. La família és coneguda a partir del període Triàsic i Juràssic. La majoria dels membres són grans, d'aproximadament 1,5 metres de llarg. Els metoposàurids es poden distingir dels mastodonsauroïdeus per la posició dels seus ulls, col·locats cap endavant en el musell.
Es coneixen diversos jaciments massives de fòssils metoposàurids al sud-oest dels Estats Units i al Marroc. Aquests sovint s'han interpretat com el resultat de morts en massa per les sequeres. Molts haurien mort en una àrea, creant un llit ossi dens una vegada fossilitzat. Aquestes acumulacions massives de metoposàurids solen estar dominades per un tàxon, com ara Koskinonodon o Metoposaurus. Estudis sedimentològics recents suggereixen que les acumulacions en massa no foren el resultat de sequeres, sinó dels corrents dels rius que portaven les restes. La majoria dels esquelets en aquestes acumulacions són desarticulats, el que suggereix que foren transportats per l'aigua als llocs de deposició. Les grans reunions de metoposàurids poden haver estat els llocs de cria, i eren probablement comuns a través de les planes d'inundació en el Triàsic superior (Pangea).